# Zen

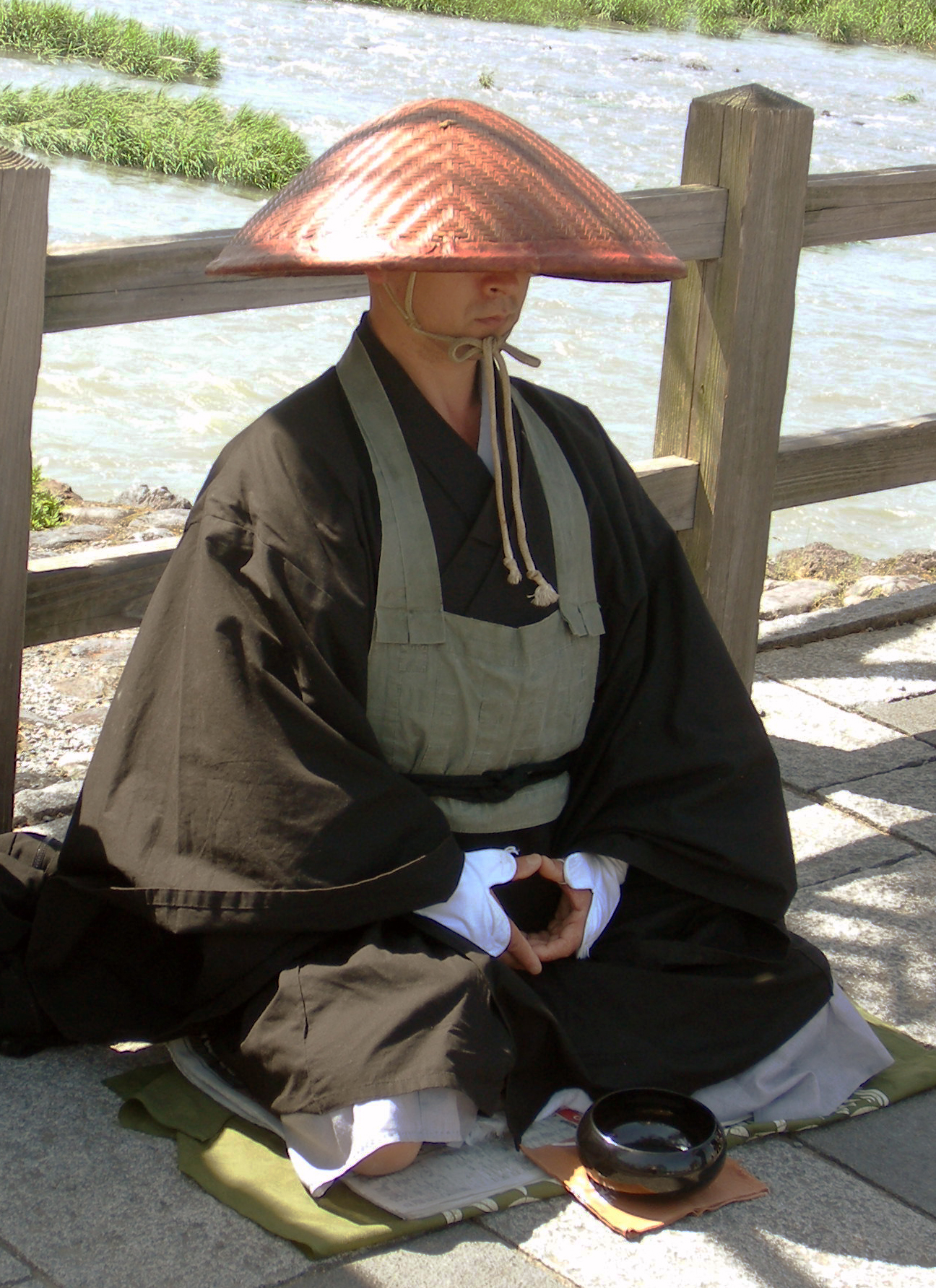
Un călugăr zen pe podul Togetsukyō (渡月橋), cartierul Arashiyama, Kyoto, Japonia.

Zen este un curent al budismului Mahayana, și una dintre cele mai cunoscute forme de budism japonez, mai ales printre occidentali. Cuvântul zen își are originea de la chan ce înseamnă intuiție sau meditație.

## Istorie
La origine, ceea ce avea să devină zen-ul japonez, a fost un curent budist indian numit Dhyāna, inițiat de celebrul călugăr Bodhidharma. În anul 520 d.Hr, Bodhidarma a călătorit în China, la Nanjing, unde a adus ceaiul și principalele idei ale acestei secte. Secta avea ca principiu fundamental ideea că se poate ajunge la iluminare prin meditație sau printr-o experiență spirituală numită sambodhi. În acest sens, toată literatura budistă era ineficientă, iar venerarea unei divinități nu mai era necesară pentru atingerea iluminării.
După moartea lui Bodhidarma, între anii 675 și 712, gruparea își desăvârsește doctrina sintetizând gândirea indiană de la care a plecat. Astfel apare secta Chan, varianta chineză a Dhyānei, care spre deosebire de alte secte budiste este atee, refuzând să recunoască în Buddha o zeitate. Din China, budismul Chan s-a răspândit în secolele următoare în Coreea și Vietnam.
În Japonia, budismul Chan (în japoneză zen) a fost introdus în timpul perioadelor Kamakura (1185-1333) și Muromachi (1333-1573), venind din China dinastiilor Song și Yuan. El a fost introdus de către călugărul Eisai (1141-1215), fondatorul mișcării zeniste Rinzai, și de către călugărul Dogen (1200-1253), fondatorul mișcării zeniste Sōtō. Budismul Zen a reprezentat pentru japonezi momentul sincronizării unei religii foarte puțin înclinate spre religiozitate. Zen-ul se potrivea, ca doctrină, clasei războinicilor samurai aflată în ascensiune în perioada Kamakura.
Budismul Zen devenise religia favorită a clasei conducătoare japoneze, deoarece propăvăduia acceptarea ordinii stabilite de conducător. De asemenea, Zen-ul a influențat foarte mult arta japoneză, atât cea laică cât și cea religioasă, a introdus ceremonia ceaiului și a sporit dezvoltarea artelor marțiale.
Cu toate acestea Zen-ul nu avea un canon. Dar, cu timpul au apărut culegeri de texte ce creau o mitologie în jurul maeștrilor, istorisind faptele veridice sau închipuite pentru a ilustra o sintagmă cu miez de înțelepciune ca învățătură.
La sfârșitul perioadei Muromachi, budismul Zen capătă o asemenea influență și dezvoltare, încât devine religie de stat. Au fost construite foarte multe temple Zen, numite ankoku-ji, de la noțiunea ankoku ce înseamnă loc al păcii.
În secolul al XX-lea Zen-ul a ajuns în America și Europa, unde a adunat un număr însemnat de practicanți. Unul din pionierii apropierii dintre creștinism și zen a fost preotul iezuit Hugo Enomiya-Lassalle (1898-1990), maestru zen.